# Овечкинська сільська рада
Ове́чкинська сільська рада (рос. Овечкинский сельский совет) — сільське поселення у складі Зав'яловського району Алтайського краю Росії.
Адміністративний центр — село Овечкино.

## Населення
Населення — 660 осіб (2019; 784 в 2010, 1057 у 2002).

## Склад
До складу сільської ради входять:
| Населений пункт  | Населення, осіб (2002) | Населення, осіб (2010) |
| ---------------- | ---------------------- | ---------------------- |
| Овечкино, село   | 889                    | 660                    |
| Овечкино, селище | 168                    | 124                    |